# CAとお呼びっ!
『CAとお呼びっ!』（シーエーとおよびっ）は、花津ハナヨによる漫画。小学館「ビッグコミックスピリッツ」で2005年から2007年2号まで連載された。
2006年にはテレビドラマされた。

## あらすじ
主人公・山田紗依は、男を探したいという理由でキャビンアテンダント（CA）を目指し、ANL（aeronippon line、架空の航空会社）で、恋愛相手を見つけながらも、CAとして仕事も両立すべく奮闘する。
テレビドラマでは、恋人を他の女にとられ、彼を見返すためになぜかキャビンアテンダント（CA）になる。

## テレビドラマ
2006年7月5日から9月13日まで毎週水曜日22:00 - 22:54に、日本テレビ系の「水曜ドラマ」枠で放送され、観月ありさは『あした天気になあれ。』以来3年ぶりの同局系ドラマ主演となった。
スポンサーバック時は独特の提供クレジットを使用しており、飛行機の発射をイメージした演出となっていた。
原作漫画がコミカルな内容であり、原作寄りのテイストにするために実在の航空会社とは提携をしなかったものの、劇中全日本空輸（ANA）が主に使用する羽田空港第2ターミナルビルやANAの航空機が登場する。また、空港のターミナルビルの描写として「東京ビッグサイト」が多用されていた。
茶髪、ミニスカートの制服、ヒールの高い靴を履くなど、実際の客室乗務ではありえない非現実さをドラマの売りにしている。
主人公の山田紗依は原作では岡山県の出身の設定だが、ドラマでは母親が広島弁を話していた。

### キャスト

#### AERO NIPPON LINES
山田紗依〈28〉
演 - 観月ありさ
初登場時は入社2年目。岡山出身で、契約制客室乗務員。両親譲りの見栄っ張りで一人っ子。原作の最終話で正社員になる。
失敗ばかりするが、乗客のことを1番に考えているCA。同じ会社で働くパイロット、高岡に恋をする。
高岡真〈34〉
演 - 谷原章介
紗依と同じ会社で働くパイロット。
はじめは対立していたものの、次第に紗依の存在が気になっていく。
田中恵〈30〉
演 - 西田尚美
紗依の先輩。
昔、南田と付き合っていた。国際線志望の正社員。
菊池優花〈23〉
演 - 香里奈
紗依の後輩。男にもてる。
伊集院
麻呂眉が特徴。鬼のチーフと言われる。
藤沢りさ子〈25〉
演 - 佐藤江梨子
会社のキャンペーンガール。紗依がライバル意識している人物。
星菜々美〈22〉
演 - 安田美沙子
合コンが大好き。
雪野香織〈23〉
演 - 東原亜希
いつも元気。先輩ともうまく付き合う。
市原美里〈36〉
演 - 川原亜矢子
紗依の上司（チーフ）。全盛期は伝説のCAという異名を持つ。
南田俊彦〈38〉
演 - 沢村一樹
紗依の配属されている課の課長。元敏腕パイロット。
辺母木
客室系総合職。二階堂と同じ出身大学。最終話で紗依と結婚する。
栗田機長
既婚だが、相当な浮気者。
佐野司
地上職。当初は成田空港支店 総務部 人材開発チームマネージャーと言う肩書だったが、後に客室部長になる。
剣崎
常務取締役。
酒々井
30年間整備士を務めている。
MISOJI三姉妹
自分に都合の悪いものは、どんなに卑劣な手段を使ってでも排除しようともくろむ妙齢の3人組。
二階堂玲奈
中途採用のCA。四カ国語が喋れる、外資トップ商社出身。自ら起業するため、その出資者を探すべくCAになる。最終話でニューヨークへと旅立つ。
柳沼
元ANLのCA。契約社員時代にIT系の青年実業家と結婚し、社長夫人となる。OGとしてCAに復帰。

#### その他
小椋リョウ〈23〉
演 - 忍成修吾
行きつけの居酒屋の店員。
橋本彩
演 - 中山恵
工藤まりな
演 - 鎌田亜未
今井樹里
演 - 矢吹春奈
桜井舞子
演 - 民部良子
大木太一
演 - 金田明夫
虎馬
紗依が大学に入って最初に参加した合コンで、バカにした男。

#### ゲスト
第1話
- 高橋マサル - 賀集利樹

紗依の元カレ。
- 高橋久美子 - 小西美帆
- ト字たかお、木村翠、高柳葉子、若杉宏二、吉永秀平、岩尾万太郎、加藤四朗、杉村好江、菊地佐玖子、真下有紀、飯口美穂、明日香まゆ美、水森コウ太、後藤康夫、関谷知大、野々目良子、長倉正和、三輪優子、布施曜子、山中新、佐久間梨乃、木村啓介、松沢蓮、小笠原大晃、坪田秀雄、進藤公之、大谷宏和、中島隼人、高橋義治

第2話
- 秋元光彦（IT社長） - 東幹久
- 山本与志恵、土肥美緒、久保田裕之、辺見務、小場賢、原田健二、春日潤也、八代貴晴、浦川さとし、葉山純也、荒川智大、佐々木正義、中村修二、石鍋正寿、山田武彦、齋藤康弘

### スタッフ
- 原案協力 - 鈴木総一郎、山根誠司、土田和之（小学館「週刊ビッグコミックスピリッツ」編集部）
- 原作 - 花津ハナヨ（小学館刊「週刊ビッグコミックスピリッツ」連載）
- 脚本 - 梅田みか
- 演出 - 大谷太郎、南雲聖一、山下学美
- プロデューサー - 加藤正俊（日本テレビ）
- 音楽 - 大島ミチル
- 主題歌 - 中ノ森BAND「Fly High」
- CA指導 - 田中亜紀子
- 音楽プロデューサー - 伊藤圭一
- 美術デザイン - 高野雅裕
- 協力 - NiTRo、砧スタジオ、日テレアート
- 製作著作 - 日本テレビ

### 放送日程
- 初回はプロ野球中継延長のため30分繰り下がり、22:30 - 23:39に放送された。

| 各話                                                      | 放送日  | サブタイトル                                                              | 監督     | 視聴率 |
| --------------------------------------------------------- | ------- | ------------------------------------------------------------------------- | -------- | ------ |
| 第1話                                                     | 7月05日 | 28歳キャビンアテンダント… 恋も仕事もガケっぷち!!幸せはこの手でつかむのよ! | 大谷太郎 | 13.0%  |
| 第2話                                                     | 7月12日 | えっ私クビなの!?                                                          | 大谷太郎 | 10.6%  |
| 第3話                                                     | 7月19日 | 運命の男とキス!?                                                          | 南雲聖一 | 09.1%  |
| 第4話                                                     | 7月26日 | 動きだした恋心!!                                                          | 山下学美 | 09.3%  |
| 第5話                                                     | 8月02日 | 女の友情が崩壊!!                                                          | 大谷太郎 | 07.9%  |
| 第6話                                                     | 8月09日 | 激突!女の戦い!!                                                           | 南雲聖一 | 09.3%  |
| 第7話                                                     | 8月16日 | 母と娘…涙の約束                                                           | 大谷太郎 | 09.1%  |
| 第8話                                                     | 8月23日 | えっ夫婦の危機!?                                                          | 南雲聖一 | 09.2%  |
| 第9話                                                     | 8月30日 | お見合い大作戦!!                                                          | 大谷太郎 | 08.7%  |
| 第10話                                                    | 9月06日 | 最後のフライト!!                                                          | 山下学美 | 09.2%  |
| 最終話                                                    | 9月13日 | 幸せのゆくえ!!                                                            | 大谷太郎 | 09.2%  |
| 平均視聴率 9.5%（視聴率は関東地区・ビデオリサーチ社調べ） |         |                                                                           |          |        |

| 日本テレビ系 水曜ドラマ                | 日本テレビ系 水曜ドラマ                  | 日本テレビ系 水曜ドラマ                |
| 前番組                                 | 番組名                                   | 次番組                                 |
| -------------------------------------- | ---------------------------------------- | -------------------------------------- |
| プリマダム （2006年4月12日 - 6月21日） | CAとお呼びっ! （2006年7月5日 - 9月13日） | 14才の母 （2006年10月11日 - 12月20日） |